# Oštra Luka (gmina Donji Žabar)
Oštra Luka (cyr. Оштра Лука) – wieś w Bośni i Hercegowinie, w Republice Serbskiej, w gminie Donji Žabar. W 2013 roku liczyła 891 mieszkańców.